# Новая Прага

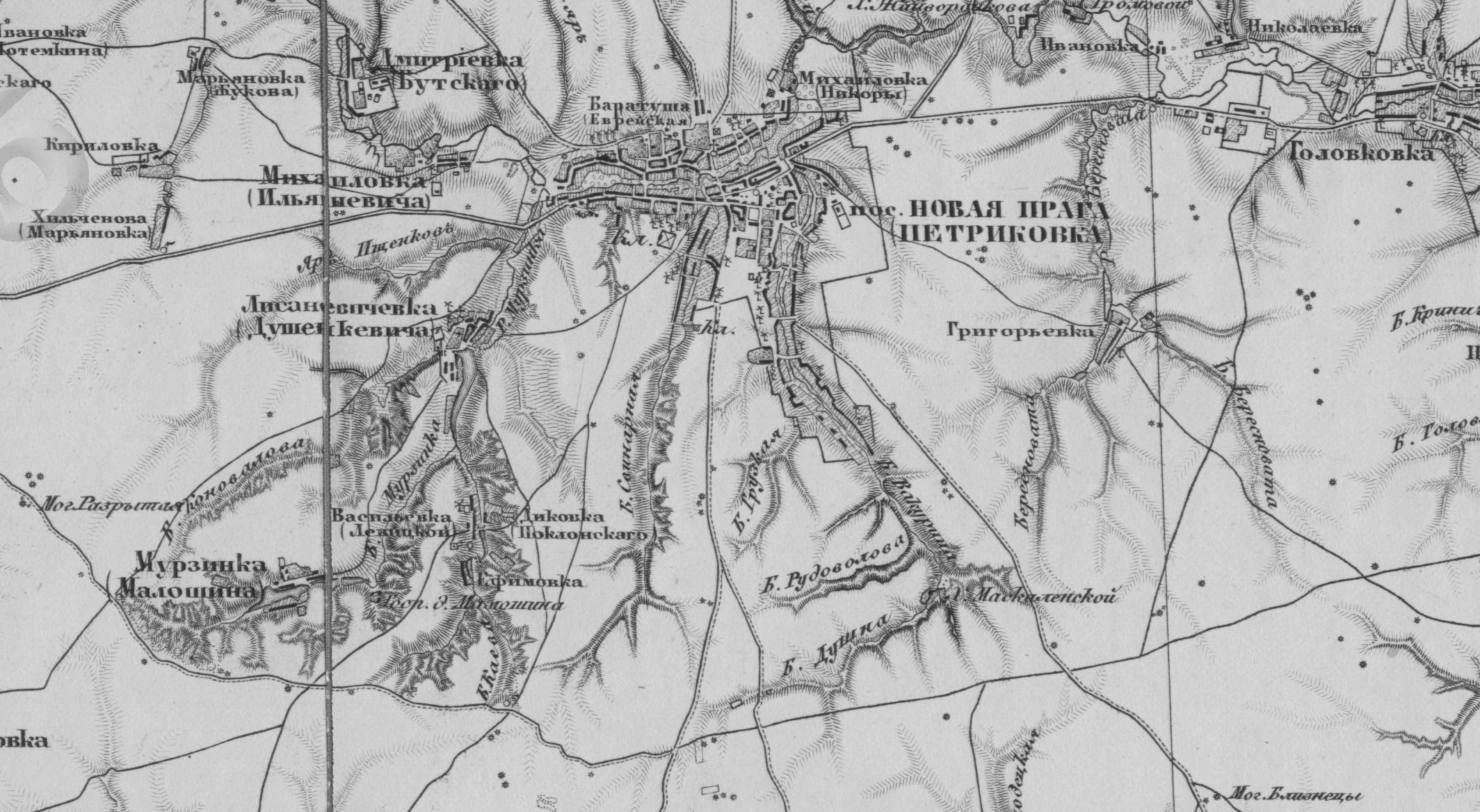
Новая Прага и окрестности на трёхверстовке Шуберта

Но́вая Пра́га (укр. Нова Прага) — посёлок, центр Новопражской поселковой общины Александрийского района Кировоградской области Украины.

## История
Поселение Петриковка было основано в XVIII веке казаком Петриком, после образования Новой Сербии, в 1758 году получило статус посада.
В 1822 году переименовано в Новую Прагу. В дальнейшем являлось селом Ново-Прагской волости Александрийского уезда Херсонской губернии Российской империи.
В ходе Великой Отечественной войны, с 5 августа 1941 года до 7 декабря 1943 года селение было оккупировано немецкими войсками.

## Население
В январе 1989 года численность населения составляла 8160 человек.
По состоянию на 1 января 2013 года численность населения составляла 7139 человек.

### Языковой состав
По данным переписи 2001 года 97,56 % населения посёлка указали украинский язык родным, 2,10 % — русский, 0,34 % — другие языки.

## Персоналии
- Вегелин, Александр Иванович — декабрист, отбывал ссылку.

### Известные уроженцы
- Бузанов, Иван Феоктистович — растениевод и академик ВАСХНИЛ.
- Заруба, Юрий Владимирович — украинский писатель, дипломат, организатор кинопроизводства. Член Союза писателей Украины.
- Бондаренко, Иван Максимович — Герой Советского Союза.
- Турчин, Василий Фёдорович — Герой Советского Союза.
- Бучацкий, Роман Зиновьевич — руководитель треста «Уралнефть», первый организатор добычи нефти в Ишимбайском районе РБ.
- Ягодин, Михаил Данилович — советский военачальник, генерал-майор.
- Зайцев Степан Иванович — советский военачальник генерал-майор.
- Каневский Михаил Семёнович (1927—1991) — советский театральный артист, киносценарист, кинорежиссёр.
- Стреленко Пётр Филлипович — Герой Советского Союза, уроженец Новой Праги, который повторил подвиг Николая Гастелло, направив горящий самолет на колонну вражеской техники 25.06.1941 года на дороге Ошмяны — Воложин.
- Бугаев, Николай Иванович — начальник Центра Командно-измерительного комплекса (Центр КИК) (Школьное (Крым), откуда осуществлялось управление полётами всех советских космических аппаратов, запускаемых в военных целях.